# USS Louis H. Wilson, Jr. (DDG-126)
El USS Louis H. Wilson, Jr. (DDG-126) será el 86.º destructor de la clase Arleigh Burke (Tramo III) de la Armada de los Estados Unidos. Su nombre honra al general Louis H. Wilson, Jr., veterano de la Segunda Guerra Mundial, jefe del Joint Chiefs of Staff y jefe del US Marine Corps.

## Construcción
Fue autorizada su construcción el 3 de junio de 2013, a cargo del Bath Iron Works (General Dynamics) de Bath, Maine.